# Museo Nicéphore-Niépce
El Museo Nicéphore-Niépce (en francés:Musée Nicéphore-Niépce) es un museo especializado en fotografía francesa fundado en 1972 y situado en Chalon-sur-Saône en el departamento de Saona y Loira.
El museo fue inaugurado en abril de 1972 a partir de la colección de objetos fotográficos, herramientas, placas y fotografías de Joseph Nicéphore Niépce recopilados por Jules Chevrier en 1860 y que se encontraban en el Museo Municipal. Se encuentra en un antiguo hotel dedicado anteriormente a las mensajerías reales en los muelles del río Saona. Su primer conservador fue Paul Jay que en 1973 empezó a recopilar obras de fotógrafos franceses.
En sus fondos se encuentran casi tres millones de imágenes que incluyen los diversos procesos fotográficos con imágenes de los siglos XIX y XX y más de un millón de negativos procedentes del fondo Combier que tratan sobre postales de Francia, África y Bélgica. Otras colecciones incluidas son la de Durville y de Bernard Lefèbvre. También dispone de más de 1.500 equipos fotográficos entre los que se incluyen las primeras cinco cámaras fotográficas del mundo.
Entre las actividades que realiza se encuentran exposiciones, talleres, conferencias y publica libros sobre fotografía, aunque dedica especial atención a las aplicaciones didácticas.